# Unternehmen Cerberus

Darstellung der Route der Kriegsschiffe

Das Unternehmen Cerberus (auch einfach Kanaldurchbruch genannt) war der Deckname einer deutschen Militäroperation zum erfolgreichen Durchbruch der deutschen Kriegsschiffe Scharnhorst, Gneisenau und Prinz Eugen durch den Ärmelkanal im Februar 1942. In der englischsprachigen Historiographie ist für die gleiche Operation der Begriff Channel Dash (etwa „Ärmelkanal-Sprint“) verbreitet.
Vom 11. bis zum 13. Februar 1942 durchquerten diese Schiffe der Kriegsmarine den Ärmelkanal von Brest in Frankreich zu ihren deutschen Marinebasen. Verantwortlich für das Unternehmen war Vizeadmiral Otto Ciliax. Dabei wurden die deutschen Großkampfschiffe von einem Aufgebot an kleineren Schiffen, wie zum Beispiel Minensuchbooten, und Flugzeugen unterstützt. Tatsächlich gelang es praktisch unter den Augen der Briten, nahezu alle Schiffe sicher durch den Kanal zu bringen. Einige deutsche Schiffe wurden hierbei mitunter schwer beschädigt und mussten in ihren Heimathäfen repariert werden, aber alle deutschen Großkampfschiffe passierten den Ärmelkanal, ohne versenkt zu werden.

## Hintergrund
Die Scharnhorst und die Gneisenau liefen im Januar 1941 zum Unternehmen Berlin in den Nordatlantik aus, um dort in der Atlantikschlacht den Handelskrieg mit Überwasserkriegsschiffen gegen britische Geleitzüge zu führen. Nach Abschluss dieser erfolgreichen Unternehmung kehrten die beiden Schiffe jedoch nicht in ihre deutschen Heimathäfen zurück, sondern wurden an der besetzten französischen Westküste in Brest stationiert. Damit hoffte die deutsche Seekriegsleitung, diese modernen und schnellen Schiffe aufgrund des kurzen Anmarschweges häufiger gegen die gegnerische Rohstoffzufuhr einsetzen zu können. Für Großbritannien stellte diese Stationierung ein eminentes Bedrohungspotential dar, so dass eine Versenkung der Scharnhorst und der Gneisenau zu einem wichtigen Ziel erklärt wurde. Die Stadt lag zudem in Reichweite britischer RAF-Bomber, so dass beide Schiffe wiederholten Bombenangriffen ausgesetzt waren und auch beschädigt wurden. Nach dem gescheiterten Unternehmen Rheinübung kam zu den Schlachtschiffen noch der Schwere Kreuzer Prinz Eugen und wurde dort ebenfalls stationiert. Das gescheiterte Unternehmen offenbarte aber auch die generelle große Verwundbarkeit der schweren Überwassereinheiten, die mangels eigener Flugzeugträger auf hoher See nicht ausreichend gegen Angriffe aus der Luft gesichert werden konnten. Die zahlenmäßige und nach dem Untergang der Bismarck auch waffentechnische Überlegenheit der britischen Streitkräfte und die fehlende Luftdeckung machte es nur zu einer Frage der Zeit, wann die großen Überwasserschiffe versenkt werden würden.
Mit dem Überfall auf die Sowjetunion hatte sich die strategische Situation verändert und Adolf Hitler befahl, die drei Schiffe – die einer permanenten Luftbedrohung ausgesetzt waren – zurückzuholen, damit sie von norwegischen Basen aus die nach Murmansk fahrenden alliierten Konvois angreifen konnten. Außerdem sah er für den Fall eines eventuellen britischen Angriffes auf Norwegen seine Nordflanke in Gefahr. Für die Rückführung gab es mehrere Optionen: Entweder durch die Dänemarkstraße, durch die Islandstraße südöstlich von Island oder durch den Kanal als kürzesten Weg. Dass eine Verlegung geplant war, wurde den Briten durch Informationen der französische Résistance bekannt.
Der Oberbefehlshaber der Marine (ObdM), Großadmiral Erich Raeder, hatte dem von Hitler persönlich befohlenen Unternehmen durch den Kanal zuvor mit Verweis auf die Unmöglichkeit seiner Durchführung mehrfach widersprochen, da er nach wie vor an den Erfolg seiner Strategie des Tonnagekrieges mit Überwasserstreitkräften im Atlantik glaubte, der mit dem inzwischen versenkten Panzerschiff Admiral Graf Spee im September 1939 begonnen hatte, von den Schweren Kreuzern Admiral Scheer und Admiral Hipper erfolgreich fortgeführt worden war und schließlich mit dem Unternehmen Rheinübung endete, in dessen Verlauf das Flottenflaggschiff Bismarck verlorenging. Da die französischen Atlantikhäfen im Nahbereich der Royal Air Force lagen, wurden die schweren deutschen Schiffe nach ihrem Einlaufen im Frühjahr (Scharnhorst und Gneisenau am 23. März 1941 in Brest) und Sommer (Prinz Eugen am 1. Juni 1941 ebenfalls in Brest) immer wieder zu Angriffszielen britischer Bomberverbände und fielen durch Schäden für Monate aus. Hitler hatte erkannt, dass sich der ozeanische Zufuhrkrieg unter diesen Umständen nur noch mit großem Risiko fortsetzen ließe (es mussten eigens leicht verwundbare Versorgungsschiffe in Marsch gesetzt werden, um die Kampfgruppen in See zu beölen und zu versorgen, was zunehmend seltener gelang und zur Entwicklung von Versorgungs-U-Booten führte, die aber bis 1943 auch alle versenkt wurden); ferner war er nach dem Verlust der Bismarck am 27. Mai 1941 nicht mehr gewillt, den prestigeschädigenden Verlust weiterer schwerer Überwassereinheiten zu riskieren. So verweigerte er unter anderem die Zustimmung zur Fortführung des Kreuzerkrieges mit dem Kreuzer Admiral Scheer und ließ auch das Schlachtschiff Tirpitz statt in den Atlantik nach Norwegen verlegen.

## Verlauf
Den Briten war klar, dass die deutschen schweren Überwassereinheiten spätestens seit dem Verlust der Bismarck nur noch mit größtem Risiko im Atlantik eingesetzt werden konnten. Sie schätzten richtig ein, dass Hitler und seine Generäle dieses Risiko nicht eingehen würden und die Schiffe deshalb genau genommen  nutzlos in den Atlantikhäfen lagen, wo sie früher oder später von britischen Bombern vernichtet werden würden. Die einzig logische deutsche Reaktion auf diese ständige britische Bedrohung war die Verlegung der Schiffe zurück in für die RAF (noch) nicht erreichbare deutsche Ostseehäfen oder nach Norwegen. Die Briten erwarteten somit die Rückverlegung der Schiffe und bereiteten sich darauf vor, erwarteten aber den Durchbruchsversuch nicht im Kanal, sondern eher im Norden um Schottland herum. Diese Überlegungen führten dazu, dass die britischen Überwasserkräfte dort konzentriert wurden.
Im Vorfeld des Unternehmens räumte die Kriegsmarine den Fahrweg der Schiffe von Minen. Dies geschah scheinbar unsystematisch, damit vorher seitens der Briten kein Verdacht über den tatsächlichen Grund geschöpft wurde. Britischerseits wurde die Basis in Brest vom U-Boot Sealion bewacht, um möglichst frühzeitig über ein Auslaufen informiert zu werden. Dieses hatte seine Beobachtung jedoch am 11. Februar um 21:35 Uhr eingestellt, da es nicht mehr mit einem Auslaufen der Flotte an diesem Tag rechnete. Die Flotte konnte so um 22:45 Uhr während eines Fliegeralarms unbemerkt das eingenebelte Brest verlassen und gewann so wertvolle Zeit. Zusammen mit den drei großen Einheiten liefen als Sicherung die Zerstörer Z 29, Z 4 Richard Beitzen, Z 5 Paul Jacobi, Z 14 Friedrich Ihn, Z 7 Hermann Schoemann und Z 25 mit aus. Später auf Höhe von Cap Gris-Nez stießen noch die Torpedoboote Seeadler, Falke, Kondor, Iltis und Jaguar mit zum Geleit. Von Le Havre aus kamen noch die Torpedoboote T 2, T 4, T 5, T 11 und T 12 sowie aus Dünkirchen T 13, T 15, T 16 und T 17 hinzu. In der Planung des Unternehmens waren von der Kriegsmarine neben Raeder und dem später für das Unternehmen verantwortlichen Befehlshaber der Schlachtschiffe, Vizeadmiral Ciliax, auch der Chef des Stabes der Seekriegsleitung, Admiral Kurt Fricke, und der Erste Admiralstabsoffizier des Befehlshabers der Schlachtschiffe, Fregattenkapitän Hansjürgen Reinicke, eingebunden.
Die deutsche Führung hatte auf schlechtes, nebliges Wetter gewartet, und so konnte die Flotte – von den Briten unbemerkt – Kurs auf den Ärmelkanal nehmen und 13 Stunden lang in Richtung Nordsee fahren. Auch die Radaranlagen der britischen Aufklärungsflugzeuge waren zu diesem Zeitpunkt von Störsendern entlang der französischen Küste massiv gestört worden, so dass auch diese die deutsche Flotte nicht orteten. Von den drei eingesetzten Aufklärungslinien in der Luft (Line Stopper, Line SE und Line Habo) wurden die deutschen Verbände infolge Ausfalls der Radargeräte ebenfalls nicht gemeldet. Erst im Laufe des 12. Februars wurde die deutsche Flotte entdeckt, doch auch hier half ihr eine Panne der Briten: Die Besatzung des Aufklärungsflugzeugs wagte es trotz der Entdeckung nicht, die vorgeschriebene Funkstille zu brechen, und informierte den britischen Stab erst, nachdem sie wieder auf ihrer Basis gelandet war. Im Übrigen basierte der deutsche Durchbruchsplan (den die Briten erwarteten, da sie über die Einsatzfähigkeit der deutschen Schiffe sehr wohl unterrichtet waren) auf der Absicht, Dover zur Mittagszeit zu passieren, während die britische Admiralität einen deutschen Durchbruch eher in einer Neumondnacht erwartete. Bereits am 8. Februar hatte das RAF Coastal Command, das die Aufklärungsflüge über der französischen Atlantikküste durchführte, Gefechtsübungen aller drei Schiffe im offenen Meer gemeldet. Allerdings vermutete Air Marshal Joubert in seinem Bericht den Durchbruch in einer der Neumondnächte um den 15. Februar 1942.
Aufsteigende britische Bomber und Torpedoflugzeuge vom Typ Swordfish versuchten die deutschen Schiffe anzugreifen, konnten sie aber wegen des nebligen Wetters nur in Einzelfällen ausfindig machen. So warfen von 242 beteiligten britischen Bombern nur 39 überhaupt ihre Bomben ab, und keiner erzielte einen Treffer. Für den Luftraumschutz hatte die deutsche Luftflotte 3 den Jagdfliegerführer 3 mit dem Jagdgeschwader 2 und den Jagdfliegerführer 2 mit dem Jagdgeschwader 26 aufgeboten. Später kam noch das Jagdgeschwader 1 hinzu. In diesen drei Jagdgeschwadern standen insgesamt 176 Jagdflugzeuge bereit, überwiegend vom Typ Messerschmitt Bf 109F und Focke-Wulf Fw 190A. Diese waren so organisiert, dass ständig 16 Jagdflugzeuge über der Flotte operierten. Es gelangten letztlich nur sechs britische Torpedoflugzeuge vom Typ Fairey Swordfish bis auf zwei Seemeilen an die Schiffe heran, fielen jedoch alle den deutschen Jagdflugzeugen und dem Flak-Feuer des angegriffenen Verbandes zum Opfer. Insgesamt vernichteten die deutschen Einheiten außer den 6 Swordfish noch weitere 35 britische Flugzeuge. Das Fehlen eines Jagdschutzes hatte 1941 maßgeblich zum Verlust der Bismarck geführt. Da die Schiffe nun aber im Bereich der Landbasen der Jagdflugzeuge blieben, konnten die Jäger die Schiffe dieses Mal effektiv vor Angriffen aus der Luft schützen. Einmal mehr zeigte sich die zwingende Notwendigkeit von Flugzeugträgern für Kampfhandlungen auf hoher See, die Deutschland jedoch nicht besaß. Die britische Küstenartillerie in Dover eröffnete ebenfalls das Feuer auf den deutschen Verband, konnte jedoch keinen Treffer erzielen, da sie die Ziele im Nebel nicht genau genug anpeilen konnte.
Am Abend des 13. Februar erreichten die Einheiten schließlich deutsche Häfen und beendeten damit das Unternehmen Cerberus. Die Rückverlegung der schweren Einheiten in deutsche Häfen gelang, allerdings wurden beide Schlachtschiffe durch Minen beschädigt und fielen für die erste Zeit aus. Die Gneisenau wurde nach weiteren Bombentreffern im Kieler Hafen nie wieder in Dienst gestellt.

## Folgen
Die deutschen Verluste beliefen sich auf ein Begleitschiff und 17 Flugzeuge. Außerdem waren die Scharnhorst und die Gneisenau auf Minen gelaufen. Die Scharnhorst fiel deshalb für acht Monate aus. Sie wurde in Kiel repariert, nach Nordnorwegen verlegt und am 26. Dezember 1943 von britischen Verbänden in der Barentssee nordöstlich des Nordkaps versenkt. Die Gneisenau wurde bei einem Luftangriff in der Nacht vom 26. auf den 27. Februar 1942 noch während der Reparatur im Schwimmdock der Deutschen Werke Kiel so schwer beschädigt, dass sie am 1. Juli 1942 außer Dienst gestellt wurde. Nachdem sich eine dauerhafte Verlegung nach Norwegen als nicht mehr durchführbar erwiesen hatte, operierte die Prinz Eugen später noch einmal verhältnismäßig erfolgreich von der Ostsee aus gegen sowjetische Landstreitkräfte. Als einzige schwere Einheit der Kriegsmarine überstand sie das Ende des Krieges in einsatzfähigem Zustand.
Die britische Öffentlichkeit war außer sich, als sie von dem gelungenen Durchbruch erfuhr, war es doch der erste erfolgreiche Durchbruch einer feindlichen Flotte durch den Ärmelkanal seit Jahrhunderten gewesen. Es war ein Skandal, dass deutsche Schiffe 300 Meilen unentdeckt den Ärmelkanal entlangfahren konnten, denn schließlich hing die Sicherheit Großbritanniens auch davon ab, die eigenen Küstengewässer zu beherrschen. Wenn auch die einzigartige Chance vertan war, gleich drei Großkampfschiffe der Kriegsmarine auf einmal zu vernichten, war die britische Admiralität andererseits erleichtert, dass eine große Gefahr für ihre Versorgungskonvois im Atlantik gebannt war. US-Präsident Franklin D. Roosevelt gratulierte sogar Winston Churchill wegen der gebannten Bedrohung. Auch unter den deutschen Admirälen war man über den Sinn des Unternehmens geteilter Meinung. So sprach Großadmiral Erich Raeder von einem „taktischen Sieg, aber einer strategischen Niederlage“.

## Quelle
- Cajus Bekker: Verdammte See. Ein Kriegstagebuch der deutschen Marine. Stalling Verlag, Oldenburg 1971, ISBN 3-7979-1342-7.
- John Deane Potter: Durchbruch. Die Heimkehr der Schlachtschiffe Scharnhorst und Gneisenau. Zsolnay Verlag, Wien und Hamburg 1970,
  - dazu die Kurzfassung in Kriegsmarine: Why? In: Der Spiegel. Nr. 36, 1970, S. 60–63 (online – 31. August 1970).